# Starring Rosi
Starring Rosi is een album uit 1973 van de Duitse groep Ash Ra Tempel. Het album werd opgenomen bij Studio Dierks in Stommeln in Duitsland en werd uitgebracht op elpee bij Ohr Records. Het album bevat zeven nummers, wat ongewoon was ten opzichte van de vorige albums, die gewoonlijk twee of drie lange nummers bevatten.

## Tracks
1. "Laughter Loving" – 8:00
2. "Day Dream" – 5:21
3. "Schizo" – 2:47
4. "Cosmic Tango" – 2:06
5. "Interplay Of Forces" – 8:58
6. "The Fairy Dance" – 3:07
7. "Bring Me Up" – 4:33

## Bezetting
- Manuel Göttsching: gitaar, zang, bas, piano, mellotron, congas, synthesizer
- Rosi Müller: zang, vibrafoon, pedaalharp
- Harald Grosskopf: drums
- Dieter Dierks: bas, percussie